# Megalopta nitidicollis
Megalopta nitidicollis är en biart som beskrevs av Heinrich Friese 1926. Megalopta nitidicollis ingår i släktet Megalopta och familjen vägbin. Inga underarter finns listade i Catalogue of Life.